# Un jour, un enfant
Un jour, un enfant var Frankrikes bidrag till Eurovision Song Contest 1969. Den skrevs av Emile Stern och Eddy Marnay, medan Frida Boccara sjöng. Låten vann tävlingen, året som fyra bidrag delade på vinsten.
Låten startade som nummer åtta,, efter Västtysklands Siw Malmkvist med "Primaballerina" och före Portugals Simone de Oliveira med "Desfolhada portuguesa". När röstningen var över, hade låten fått 18 poäng. 16 låtar var med.
Låten är en ballad om barn. Boccara spelade också in sången på andra språk, förutom franska även på engelska (som "Through the Eyes of a Child"), tyska ("Es schlägt ein Herz für dich"), spanska ("Un día, un niño") och italienska ("Canzone di un amore perduto".